# D-Yikes!
«D-Yikes!» — эпизод 1106 (№ 159) сериала «Южный Парк», премьера которого состоялась 11 апреля 2007 года. Название происходит от слов «dyke» (сленговое обозначение лесбиянки) и «yikes» (междометие, выражающее изумление, испуг, досаду). В серии пародируется фильм «300 спартанцев».

## Сюжет
В классе миссис Гаррисон рассказывает детям, что её очередное свидание закончилось неудачей, и даёт огромное домашнее задание, чтобы выместить на них злобу. Теперь друзьям надо прочесть за выходные «Старик и море» Хемингуэя и написать эссе. Картман предлагает нанять для этого безработных мексиканцев.
Миссис Гаррисон знакомится в спортклубе c Элисон. При этом Гаррисон впервые называет своё новое имя — Джанет (до смены пола мистера Гаррисона звали Гербертом). Элисон рассказывает о баре «только для женщин» под названием «Les Bos». Они идут в этот бар, но тут миссис Гаррисон наконец понимает, что бар — лесбийский. Это её потрясает, хотя она и твердит постоянно, что ненавидит мужчин. Миссис Гаррисон в принципе не понимает, как могут две женщины заниматься сексом, Элисон предлагает это продемонстрировать.
Мексиканцы успешно прочли повесть «Старик и море» и вкратце пересказали друзьям сюжет. Но с эссе вышла осечка — слово «эсе» в мексиканской версии испанского языка означает «приятель», так что мексиканцы написали своим друзьям письма вместо того, чтобы писать эссе. Дети в панике, но миссис Гаррисон после ночи с Элисон в хорошем настроении и объявляет всем, что она гомосексуальна (Стэн спрашивает: «Что, опять?»)
Позже в баре «Les Bos» миссис Гаррисон и остальные посетительницы узнают, что бар собираются закрыть — владельцы продают его персам. Миссис Гаррисон хочет отстоять бар. Новые хозяева бара не хотят никого выгонять и стремятся уладить всё мирно, присылают переговорщиков, но миссис Гаррисон бьёт главного переговорщика в пах (пародируется известная сцена, в которой царь Леонид сбрасывает посланника персов в колодец). Тогда толпа персов штурмует клуб, но 30 лесбиянок отражают атаку. Для того, чтобы решить вопрос более основательно, миссис Гаррисон предлагает собрать компромат на нового хозяина клуба Рауфа Ксерксеса, причём нанять для этого мексиканцев. Мексиканцы выясняют, что босс персов Ксеркс — на самом деле женщина. Миссис Гаррисон решает с ней поговорить и убеждает её стать лесбиянкой.
Теперь миссис Гаррисон проводит всё время в баре, а в школе вместо неё преподают мексиканцы. Дети довольны — в конце концов, можно чему-то научиться.